# Wolfgang Windbrechtinger
Wolfgang Windbrechtinger (* 9. August 1922 in Ramingstein (Salzburg); † 12. September 2011 in Wien) war ein österreichischer Architekt.

## Leben
Wolfgang Windbrechtinger studierte an der Technischen Hochschule in Graz. Zwischen 1956 und 1994 war er, zusammen mit seiner Frau Traude Windbrechtinger, freischaffender Architekt in Wien. Für den „Volksheurigen Bellevue“ wurde er 1963 mit dem Österreichischen Staatspreis für Architektur ausgezeichnet.
1965 war Windbrechtinger Gründungsmitglied der Österreichischen Gesellschaft für Architektur sowie von 1965 bis 1968 Vorstandsmitglied in der Ingenieurkammer für Wien, Niederösterreich und das Burgenland. Im Zuge der Bauarbeiten für die erste Linie der U-Bahn Wien (U1) war er verantwortlich für die Freilegung der dabei 1973 wiederentdeckten Virgilkapelle und die Gestaltung des unterirdischen Schauraumes. Zusammen mit Wilhelm Holzbauer plante er 1974 die Umwandlung der Kärntner Straße im Zentrum Wiens zwischen Staatsoper und Stephansplatz in eine Fußgängerzone.

## Werke
(in Zusammenarbeit mit Traude Windbrechtinger)
- Volksheim Kapfenberg, 1958
- Kindergarten und Siedlung Böhlerwerk, 1959
- Kindergarten Korneuburg, 1962
- Restaurant Bellevue, Wien, 1963[2] (abgerissen 1982)
- Einkaufszentrum Wien-Hietzing, 1964
- Kindergärten in Amstetten und Ober-Grafendorf (Niederösterreich), 1968
- Siedlung Wassermannweg, Wien, 1992
- Projekte für Kirchen und städtebauliche Arbeiten

## Auszeichnungen
- 1963: Österreichischer Staatspreis für Architektur